# John Hay Beith
John Hay Beith, britanski general, * 17. april 1876, † 22. december 1952.